# Мода в Древнем Риме
Одежда в Древнем Риме обычно состояла из туники с короткими рукавами или без рукавов, длиной до колена для мужчин и мальчиков, и более длинной, обычно с рукавами, туники для женщин и девочек. В официальных случаях взрослые граждане мужского пола могли носить шерстяную тогу, накинутую поверх туники, а замужние гражданки носили шерстяную мантию, известную как палла, поверх столы, простой, длиннорукавной, объемной одежды, которая скромно свисала, чтобы прикрыть ноги. Одежда, обувь и снаряжение определяли пол, статус, ранг и социальный класс. Это было особенно заметно в отличительной, привилегированной официальной одежде магистратов, жрецов и военных.

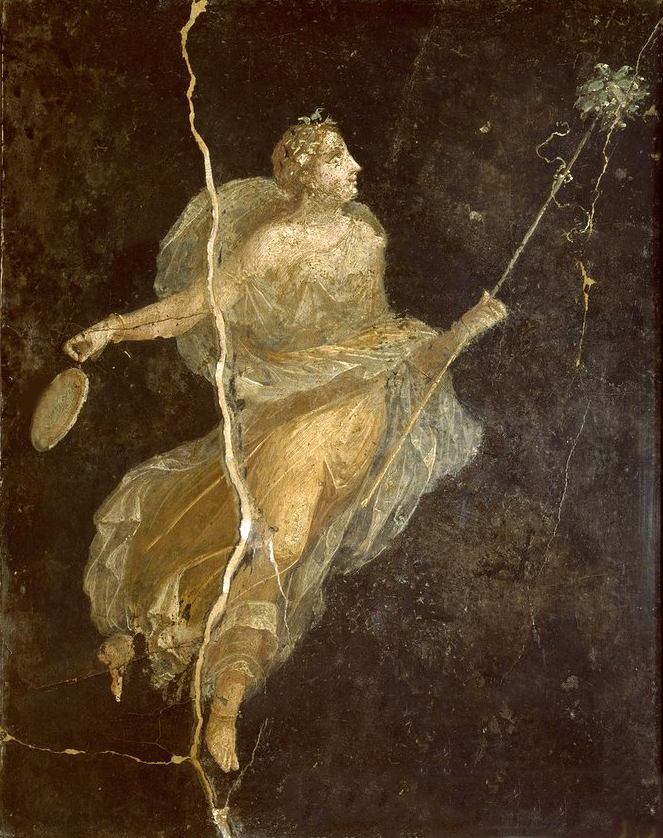
Менада в шёлковом платье, римская фреска из Каса дель Навильо в Помпеях, I век н. э.

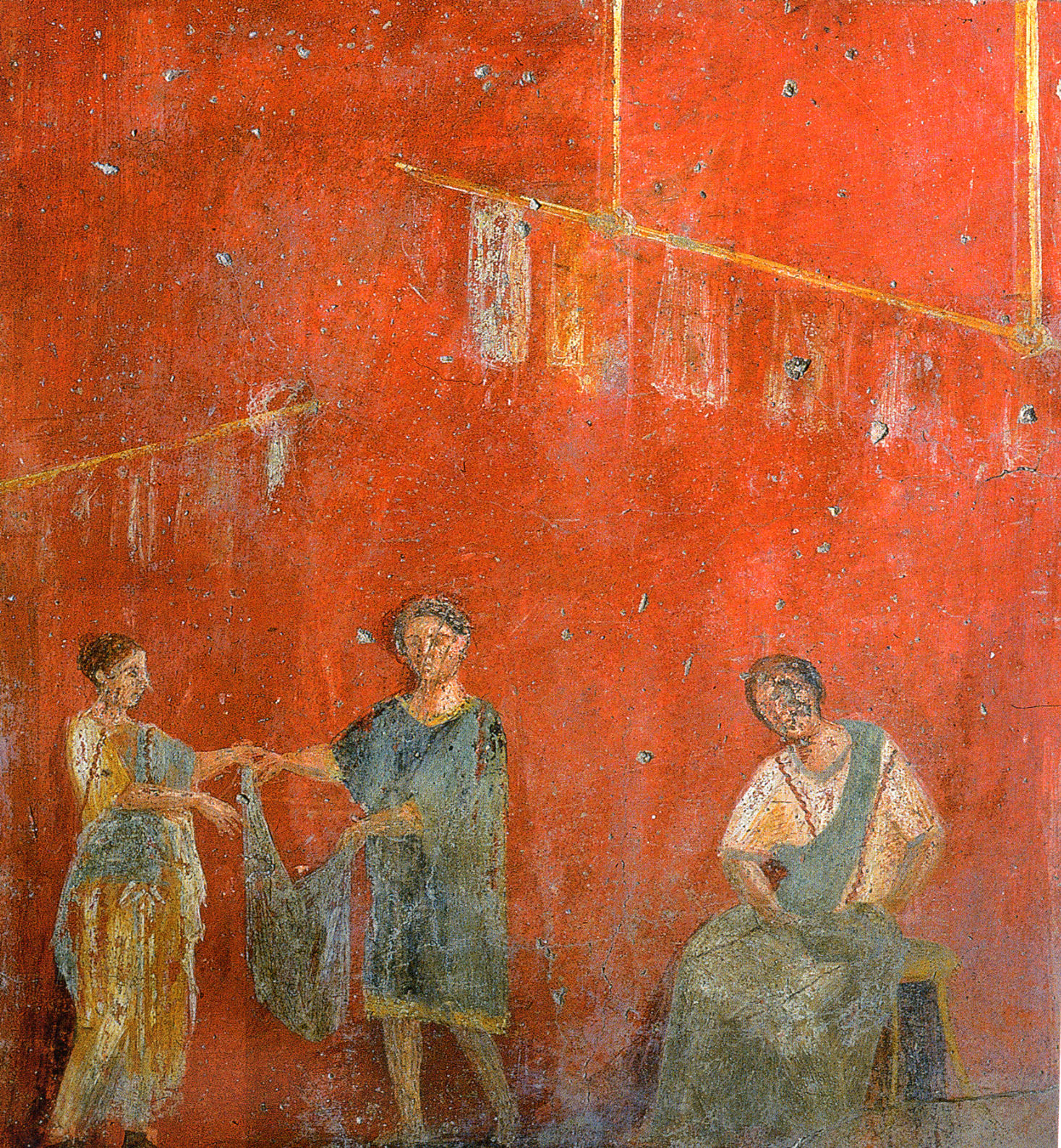
Рабочие развешивают одежду для сушки, роспись стен из лавки фуллера (fullonica) в Помпеях

Некоторые римляне пытались удивить и шокировать других своей одеждой. Так, молодые римляне из богатых семей намеренно надевали мягкие женственные одежды, например, туники с длинными рукавами, яркие покрывала и прозрачные шёлковые тоги. Философы часто появлялись в неопрятном виде, в грязной, оборванной одежде и изношенных плащах.

## Одежда

### Верхняя одежда

#### Тога

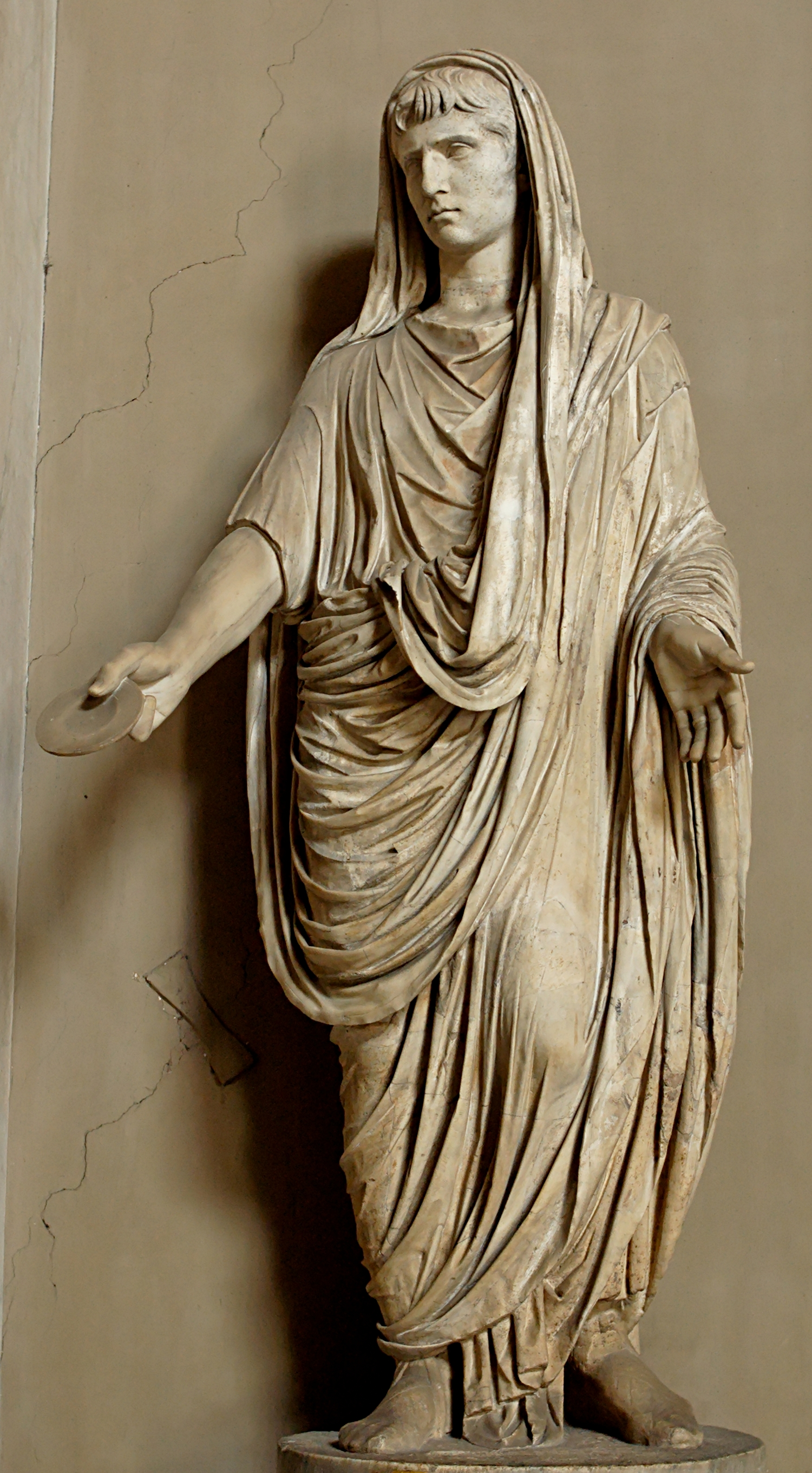
Император Октавиан Август в тоге. Музей Пия-Климента

Тога являлась знаком римского гражданина (см. тогатус). Вергилий называл римлян «Владыки мира, народ, одетый в тоги». Отправленный в ссылку гражданин терял право носить тогу, а иностранцам эта привилегия вообще не предоставлялась.
Тога была официальной одеждой прежде всего богатых людей, однако со временем её стали носить всё реже. Так, Ювенал писал о местах, где тогу носит только мертвец на смертном ложе. Марциал писал, что в маленьких городах Италии тогу надевают один или два раза в месяц, когда семья справляет праздник в честь Ларов и полагается надевать парадную одежду. В самом Риме, по крайней мере в позднюю Республику, всё чаще выходили закутанными в плащ или покрывало. При Августе эдилы должны были следить, чтобы каждый римский гражданин на форуме и его окрестностях, а также в цирке носил только тогу. Однако, тога всё больше выходила из моды, и её носили только там, где это было обязательно: на общественных играх, в суде и по другим официальным поводам, при жертвоприношениях, а также клиенты, приходившие утром приветствовать патрона.
Было известно несколько разновидностей тоги:
- Toga praetexta — тога молодого свободного римлянина (до совершеннолетия), с широкими пурпурными полосами. Такую тогу носили также только магистраты и жрецы[11].
- Toga virilis — тога, которую надевал молодой римлянин на празднике в честь вступления в гражданское общество.
- Toga pura — повседневная тога, изготовлялась из тяжелой белой шерсти, без цветных орнаментов.
- Toga candida — претендент на пост чиновника носил эту специально отбелённую тогу (отсюда слово «кандидат»).
- Toga pulla — такую тогу (серого или чёрного цвета) носили скорбящие.
- Toga picta или toga palmata — пурпурная тога, которую надевал триумфатор; на ней были золотом вышиты сцены из римской истории.
- Trabea — тога, украшенная пурпурными горизонтальными полосами. Сервий[12] описывает три вида трабеи: полностью из пурпурной ткани, посвящённая богам; белая и пурпурная трабея — одежда латинских и ранних римских царей[13]; пурпурная и шафранного цвета с пурпурной каймой, которую носили авгуры, консулы на фестивалях и эквиты во время transvectio.
- Toga puza — императорская тога. В ней голова покрывалась той же частью драпировки, что пересекала спину по диагонали[14].

#### Туника
Туника изготовлялась из шерсти или льна. Большинство римлян носило тунику днём и ночью. Туника у мужчин доходила до колен (её подпоясывали на талии), более короткие туники носили солдаты и путешественники, у женщин — до щиколоток. Туники с длинными рукавами предназначались для женщин (лат. tunicae manicatae).
Состоятельные римляне предпочитали белую тунику; крестьяне, ремесленники и рабы носили тунику темного цвета. Сенаторы и всадники носили туники с пурпурными вертикальными полосами (лат. clavi), которые шли параллельно одна другой от шеи до низа туники, на груди и на спине. У всадников: 1–2 узкие пурпурные вертикальные полосы (лат. clavus angustus), примерно в 3 см шириной; туника сенаторов была длиннее обычной туники, имела 1 или 2 более широкие полосы (лат. latus clavus), около 10 см шириной и не подпоясывалась. Особую тунику надевал триумфатор: она была расшита золотыми пальмовыми ветвями, хранилась в храме Юпитера Капитолийского, числилась в составе храмового инвентаря и выдавалась только на день триумфа.
Светоний рассказывает, что император Август зимой надевал поверх нижней туники ещё четыре туники, шерстяной набрюшник и толстую тогу. В одной тунике по улицам Рима ходило только рабочее и бедное население Рима.

#### Стола
Сто́ла (лат. stola) являлась особой формой женской туники с короткими рукавами (если туника была без рукавов, то стола должна была быть с длинными рукавами; к тунике с длинными рукавами полагалась стола без рукавов), широкая и со множеством складок, доходившая, вероятно, до щиколоток; внизу обязательно пришивалась пурпурная лента или оборка (лат. instita). На талии стола повязывалась поясом. Такую одежду носили матроны из высшего общества и не смели надевать ни отпущенницы, ни проститутки, ни рабыни. Сенека считал, что стола не должна быть яркой или пестрой: «матронам не следует надевать материи тех цветов, которые носят продажные женщины».

#### Палла

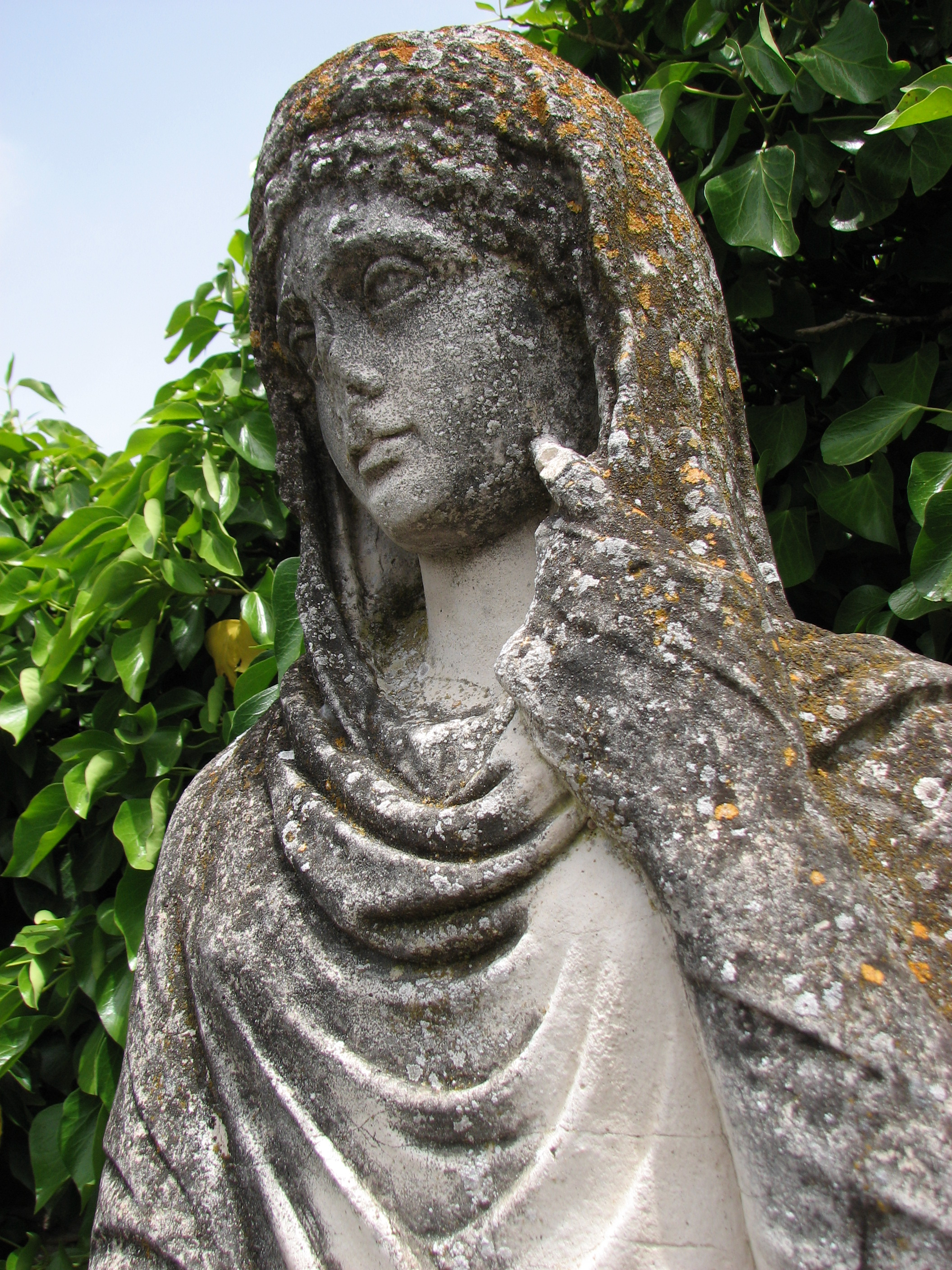
Палла

Столу во II веке н. э. сменила палла, а тогу паллий (лат. pallium) — представлял собой упрощённый греческий гиматий — кусок мягкой, часто полупрозрачной ткани, который набрасывают на плечо и оборачивают вокруг талии. Этот плащ стал популярен из-за несложности ношения. Любимым цветом был пурпурный, но палла была также и жёлтого, белого, чёрного цветов, украшена золотом.
Слово pallium скоро стало родовым обозначением других плащей. Они разделялись по внешнему виду и покрою на три группы:
- Пукуль, короткая, до середины спины доходившая накидка с капюшоном;
- Пенула (лат. paenula) — это узкий плащ без рукавов, который застегивался спереди (по виду схожий с современным пончо). Так, Мессала[23] говорит об ораторах, «стиснутых и словно запертых в пенуле». Этот плащ можно было также спереди застёгивать, иногда пенулы были также с рукавами или по крайней мере с отверстиями, в которые просовывались руки. Материалом для этого плаща, если его надевали в путешествие или на работу, служило грубое толстое сукно или шерсть; иногда пенулу шили из кожи[24]. Это была и мужская, и женская одежда, которую надевали иногда даже поверх тоги[25];
- Лацерна (лат. lacerna) — это был продолговатый и открытый спереди плащ до колен, который застёгивался фибулой на плече или груди. Лацерна бедняков была из тёмного грубого материала[26], у богатых граждан разноцветная и была часто роскошно отделана, иногда к ней приделывался капюшон на случай ветра и дождя. Первоначально это был воинский плащ, однако, уже в начале империи она стала обычной одеждой гражданского населения, которую часто надевали поверх тоги, чтобы согреться или предохранить ткань от грязи и пыли. Ювенал называл эти плащи «охранителями тоги»[11].
- Палулла (лат. palulle) — это либо небольших размеров палла, обычно из лёгкой ткани, либо верхняя драпированная женская одежда, заимствованная из греческого костюма (V век до нашей эры — II век до нашей эры[27]).

Палудаментум (лат. paludamentum) — это особая разновидность воинского плаща; от солдатской лацерны отличался тем, что был длиннее (доходил до лодыжек), а также тем, что для него использовалась материя более высокого качества, как правило, красного цвета. Его носили не только на плечах; зачастую его оборачивали вокруг бёдер наподобие шарфа, забрасывая один конец на левую руку. Палудаментум явился «родоначальником» императорской мантии.
Женщины всё реже стали носить столу и паллу уже при первых императорах, Ульпиан (умер в 228 году) уже не упоминает в списке женской одежды, в эдикте Димициана от 301 года отсутствуют оба названия, а вписаны новые названия — далматика (лат. dalmatica), мужская и женская туника с рукавами, и колобиум (лат. colobium), туника без рукавов.

### Одежда к особым случаям
В I веке вошло в обычай переодеваться к обеду в особую, более удобную одежду — synthesis — набор (или даже целый гардероб) разноцветных ярких плащей или своего рода туник, который иногда меняли по нескольку раз во время обеда.
Крокоту, одежду шафранового цвета, носили женщины во время церемоний, посвящённых Кибеле.

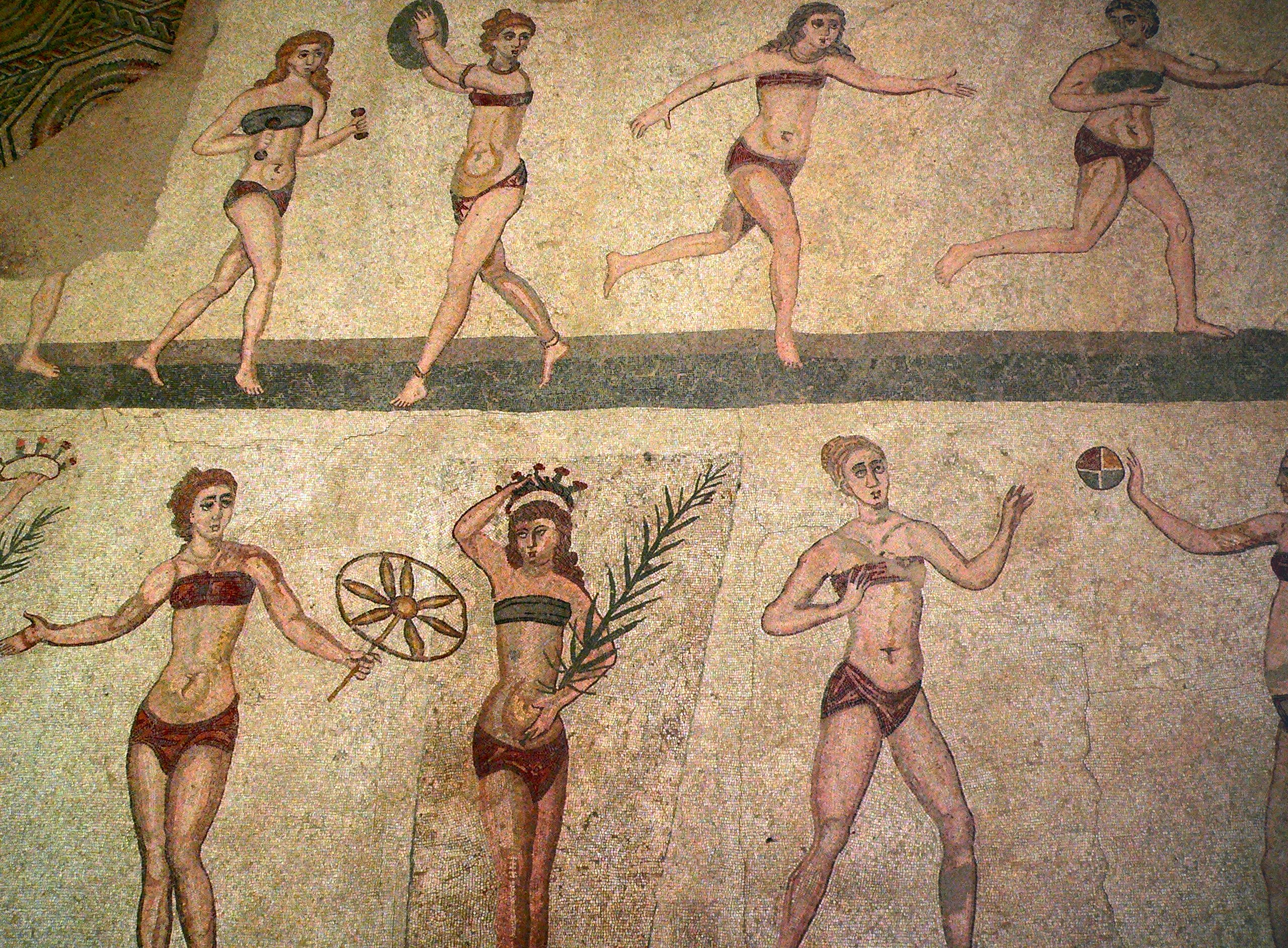
Фреска с Виллы Дель-Казале

В банях и общественных термах не было обычным ношение специальной одежды. Уличную одежду оставляли у входа в раздевалке и оставались лишь в тунике, если собирались играть в мяч или другие игры. Купались обычно раздетыми. Лишь немногие римляне надевали в бани набедренные повязки. Также римлянам были известны своего рода «бикини», как видно на мозаике с пьяцца Армерина (Сицилия), однако они служили женской спортивной одеждой, а не для купания.
Накануне свадьбы невесте повязывали голову красным платком и надевали на неё длинную прямую белую тунику с шерстяным поясом (лат. tunica recta), предназначавшуюся и для дня свадьбы, подвязывали поясом из овечьей шерсти (лат. cingillum). Свадебный наряд невесты представлял собой длинное платье — паллу (лат. palla gelbeatica), ярко-красного цвета, надеваемое на тунику. На голову накидывали покрывало огненного, жёлто-красного цвета (лат. flammeum), обувь должна была быть того же цвета, что и flammeum. К украшениям относился прежде всего браслет. Об особенном наряде для жениха не сохранилось сведений, возможно, он надевал обычную белую тогу и венок (по греческой традиции).

### Нижнее бельё
Женщины часто носили 2 туники, при этом нижняя туника с набедренной повязкой и повязкой на груди составляли нижнее бельё, на которое надевалась верхняя туника. Набедренная повязка и повязка на грудь представляли собой длинную полосу ткани очень тонкой выработки, и носили название Зона. Часто зону использовали для того, чтобы придать телу желаемую стройность.
Существовала также нижняя женская одежда для холодной погоды. Она носила название субукула (лат. subucula), была узкой, прямого покроя и без рукавов. Шилась в основном из мягкой шерстяной ткани.
Мужчины носили тунику под тогой, первоначально, однако, надевали тогу, а под ней только набедренную повязку. Уже во II веке до н. э. мужчины стали надевать под тунику ещё одну рубашку из шерсти. Рубашки из льна стали носить лишь в IV веке.
Охотники, крестьяне и солдаты часто повязывали ступни, бёдра и голени повязками из льна или шерсти, чтобы защититься от холода.

### Одежда жрецов

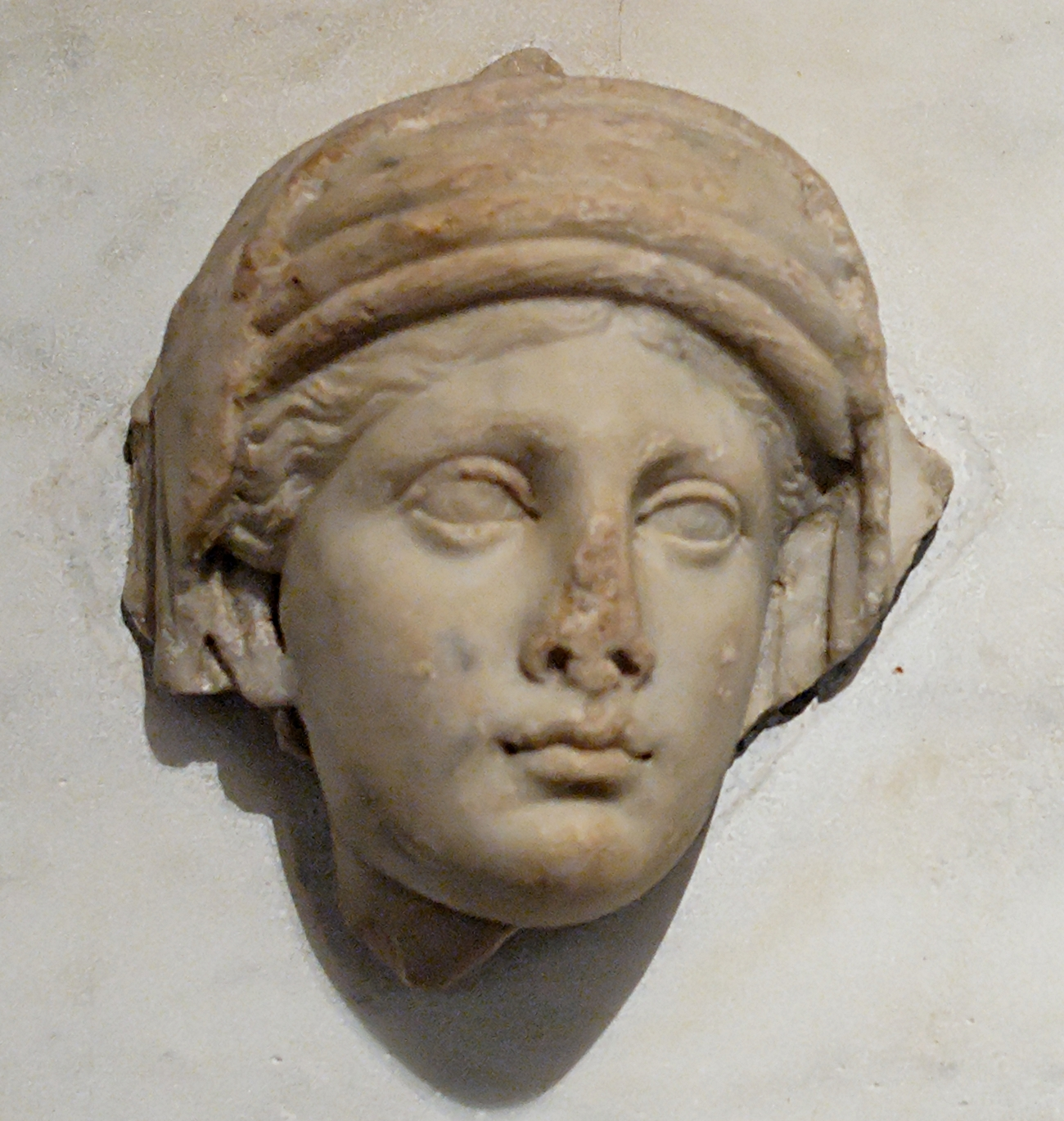
Весталка

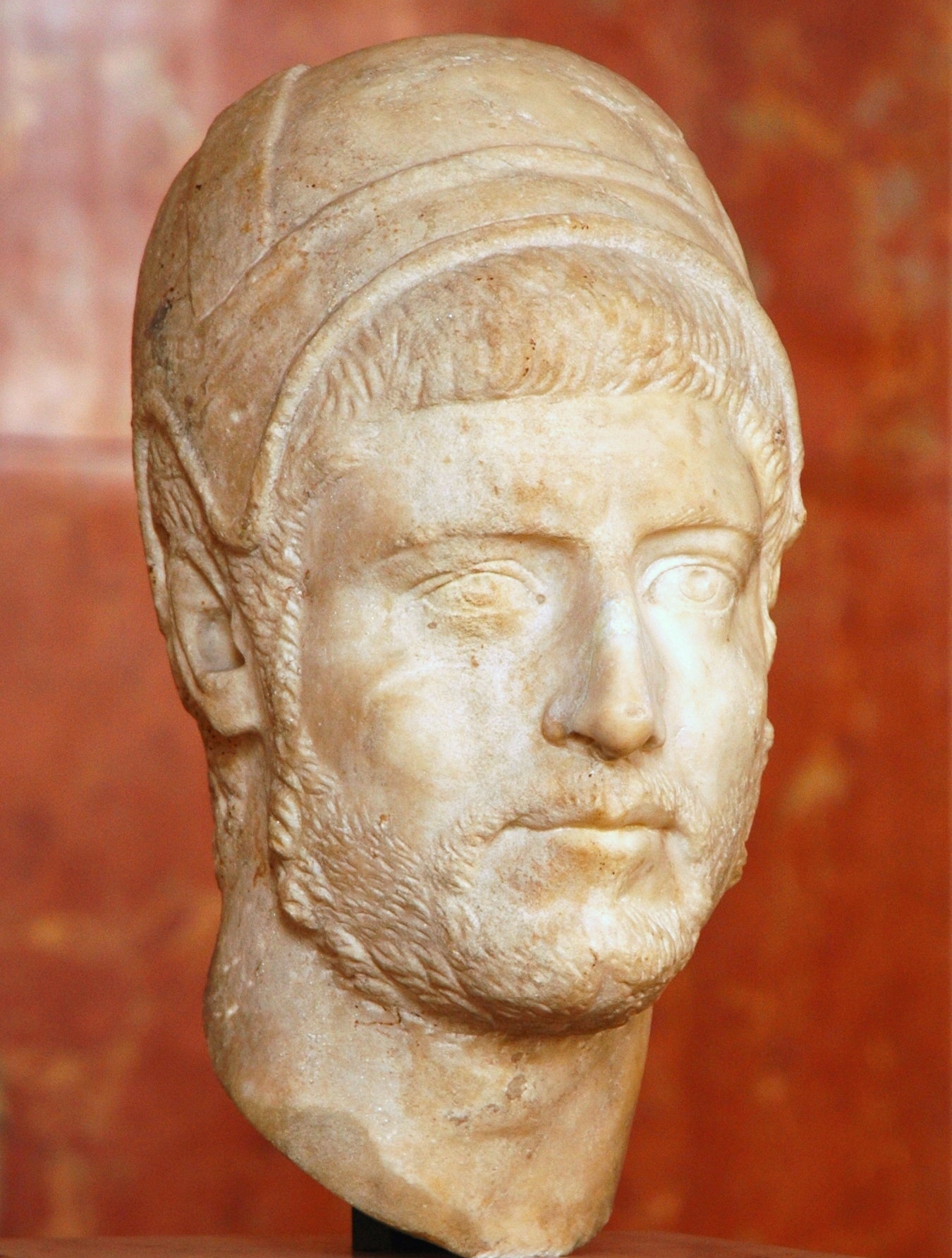
Фламин в шапочке

- Одежда весталок[11]: на голову, обвитую шерстяными повязками (лат. infulae), похожими на валики, надето покрывало до плеч, на груди круглый медальон (лат. bulla), белая туника повязана на талии веревкой.
- Арвальских братьев отличала белая повязка и венок из колосьев (лат. spicea corona)[33];
- Фламины в общественных местах должны были носить островерхую шапочку конической или круглой формы (лат. apex, такую же носили и салии) с оливковой веточкой и шерстинкой и лавровый венок[29]; ранее цари, затем и фламины надевали при жертвоприношениях плащ laena.
- Фламиника носила особую пирамидальную прическу, волосы были переплетены пурпурной шерстяной лентой. Фламиники носили также покрывало огненного, жёлто-красного цвета, как у невесты.
- Отличительной одеждой авгуров была трабея.

### Одежда разных слоёв населения
Одежда рабов состояла из туники с короткими, не доходившими до локтя рукавами, и плотного толстого плаща (лат. sagum). Sagum был также плащом римских солдат. Это четырёхугольный кусок толстой грубой шерстяной ткани, который накидывался на спину и застегивался фибулой на правом плече или спереди под горлом и напоминал македонскую хламиду.
Брюк у римлян не было: они считались варварской одеждой; императоры IV века запрещали носить их в Риме. Однако на севере, например в Германии, их приходилось надевать. Так на колонне Траяна солдаты изображены в коротких, обхватывающих ногу и спускающихся чуть ниже колена штанах.

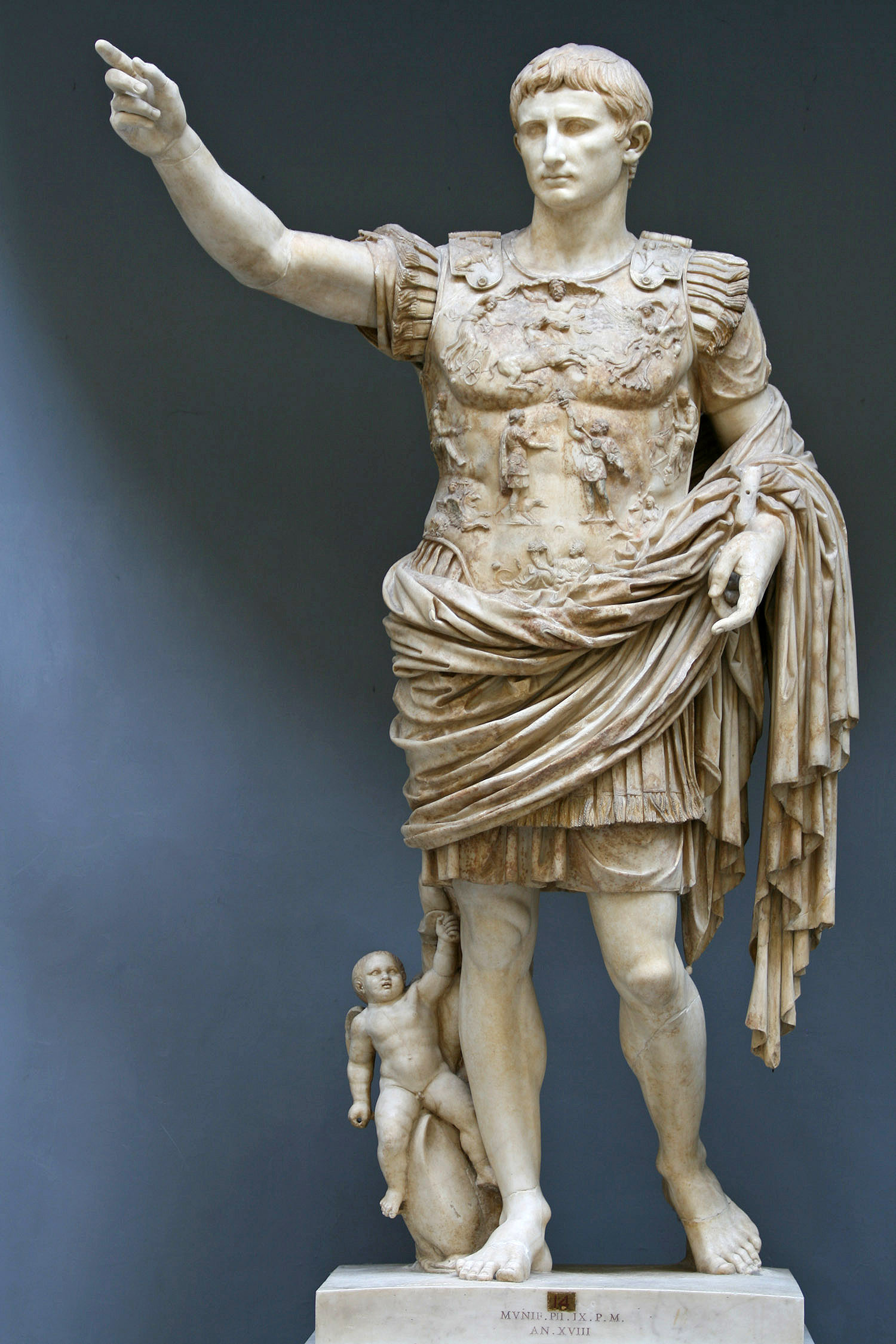
Император Август в лорике с богатой рельефной отделкой и наплечными пряжками, соединяющими переднюю и заднюю части доспехов. Под лорикой — кожаный дублет с короткими, собранными в складки наплечниками, на теле — туника, вокруг бёдер — палудаментум[34].
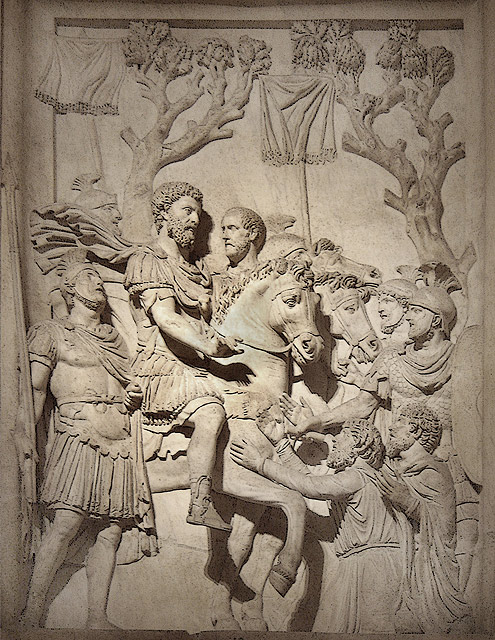
Марк Аврелий и пленные тевтоны. Группа воинов в коротких туниках, лориках и лацернах, скрепленных на плече. На пленных, стоящих на коленях, надеты короткие подпоясанные туники и плащи[34].
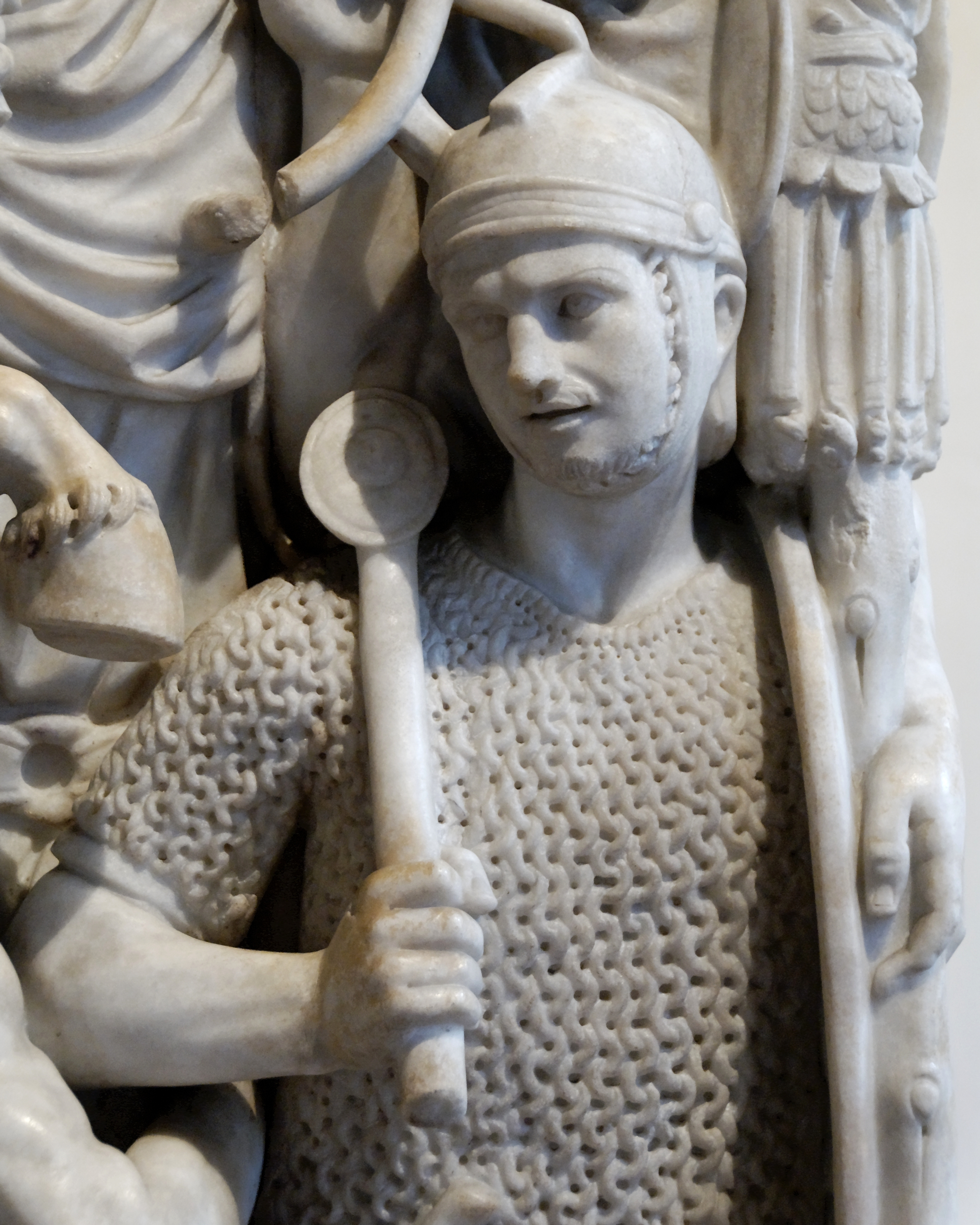
Воин в Лорика хамата
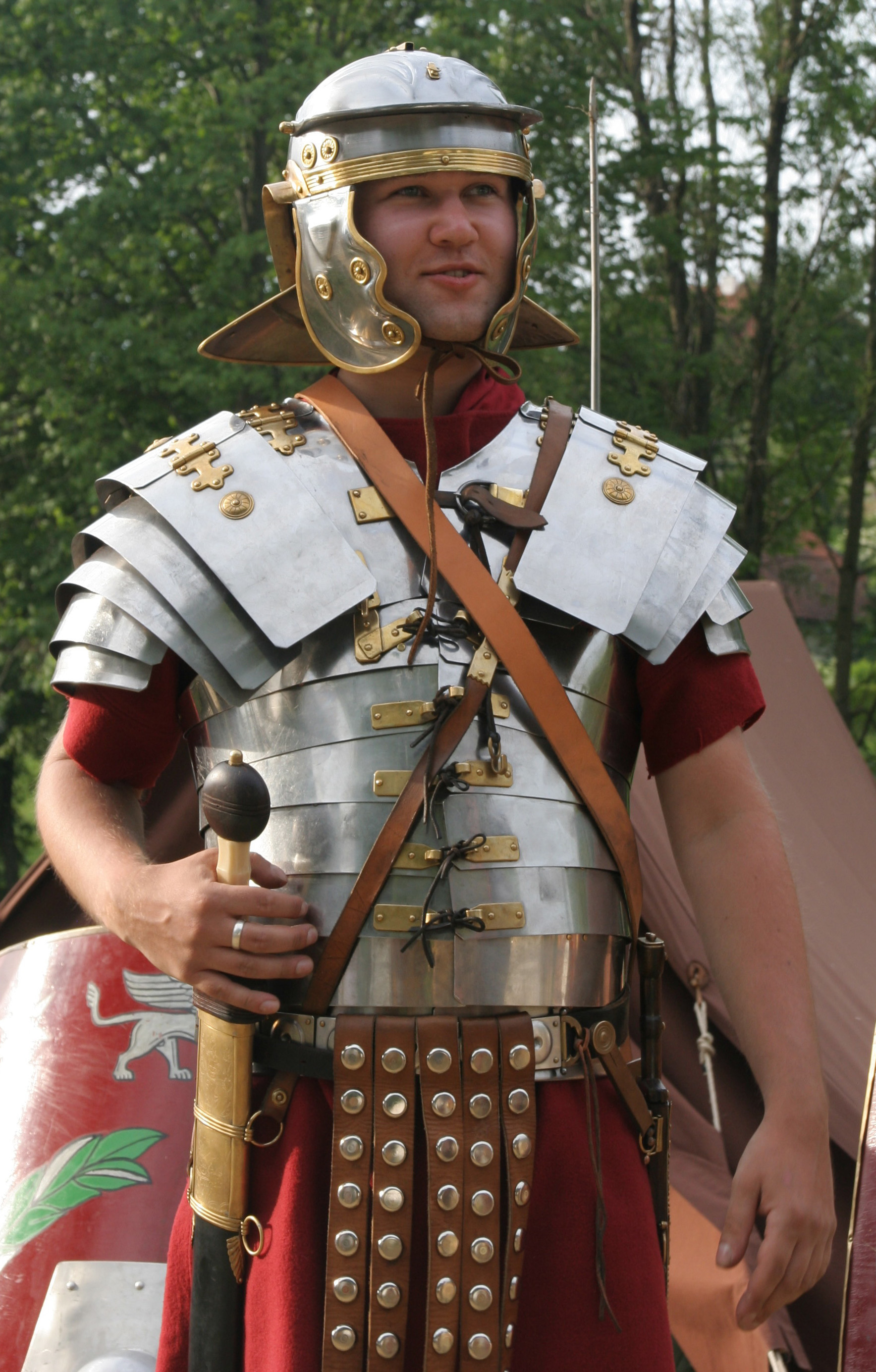
Реконструкция Лорики сегментата

### Ткани
Главным материалом для одежды была овечья шерсть: из неё ткали туники, тоги и плащи. Более всего ценилась шерсть из Апулии, Калабрии и особенно мягкая шерсть из Тарента. Из более грубой козьей шерсти ткали платки, накидки, мешки, навесы для защиты домов от непогоды, покрывала, для военных целей — покрывала для защиты от огня и стрел.
Льняное полотно шло главным образом на паруса, на тенты, которые натягивали над амфитеатрами и театрами в защиту от дождя и солнца.

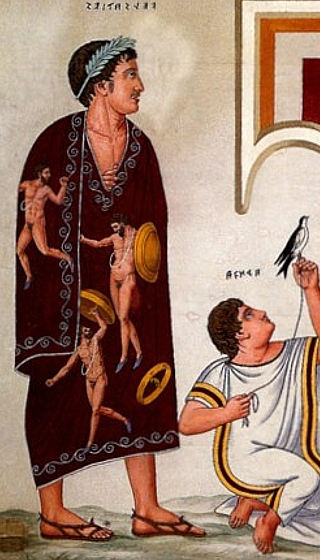
Изображение toga picta

Из льняной пряжи делали также сети для звериной и рыбной ловли, повязки для врачебных целей. Льняную одежду носили жрецы Исиды; женщины, отправлявшиеся молиться в её храм, облекались также в полотняные туники. Широкое распространение льняные ткани получили только при поздней империи. Льняное полотно высокого качества (лат. byssus) завозилось из Египта, Сирии и Сицилии. В Риме также появился восточно-индийский хлопок — carbasus, по крайней мере со времён азиатских войн (191 до н. э.).
С распространением роскоши стали входить в употребление более тонкие шёлковые материи. Римляне сначала познакомились с «диким шёлком», который даёт дикий шелковичный червь — bombyx (одежда называлась bombycina или, по месту выделки, «косскими одеждами»). Такая одежда появилась в Риме в конце I века до н. э. и мода на неё продержалась не дольше 100 лет. Китайский шёлк завозился поначалу в виде ниток и шёлка-сырца, готовая материя также распускалась, красилась и переплеталась со льном или хлопком в лёгкие полушёлковые ткани. Такие лёгкие цветные полупрозрачные ткани носили I веке н. э. не только женщины, но и мужчины. Лишь позднее, с развитием торговли с Востоком, появились ткани, сотканные только из шёлка. Чистый шёлк получил широкое распространение в богатых слоях только с III века н. э. Сенека так писал о нарядах из шёлка: «Можно ли назвать одеждой то, чем нельзя защитить ни тела, ни чувства стыдливости… их достают за огромные деньги, чтобы наши матроны показывали себя всем в таком же виде, как любовникам в собственной спальне». Среди необычных материалов встречались ткани с ворсом бобра, верблюда, волокнистого асбеста.
Вышивались ковры, полотна, покрывала, которыми устилали кровати и подушки, а также определённые виды одежды, например, toga picta и tunica palmata. Золотом вышивались в основном ковры, одеяла, наряды для триумфаторов, частично женская одежда. Кроме полос (лат. clavi), которые пришивались к одежде, использовались также нашивки (лат. segmenta) в виде кругов или квадратов, обычно пурпурного цвета и вышитые золотом.

### Цвета

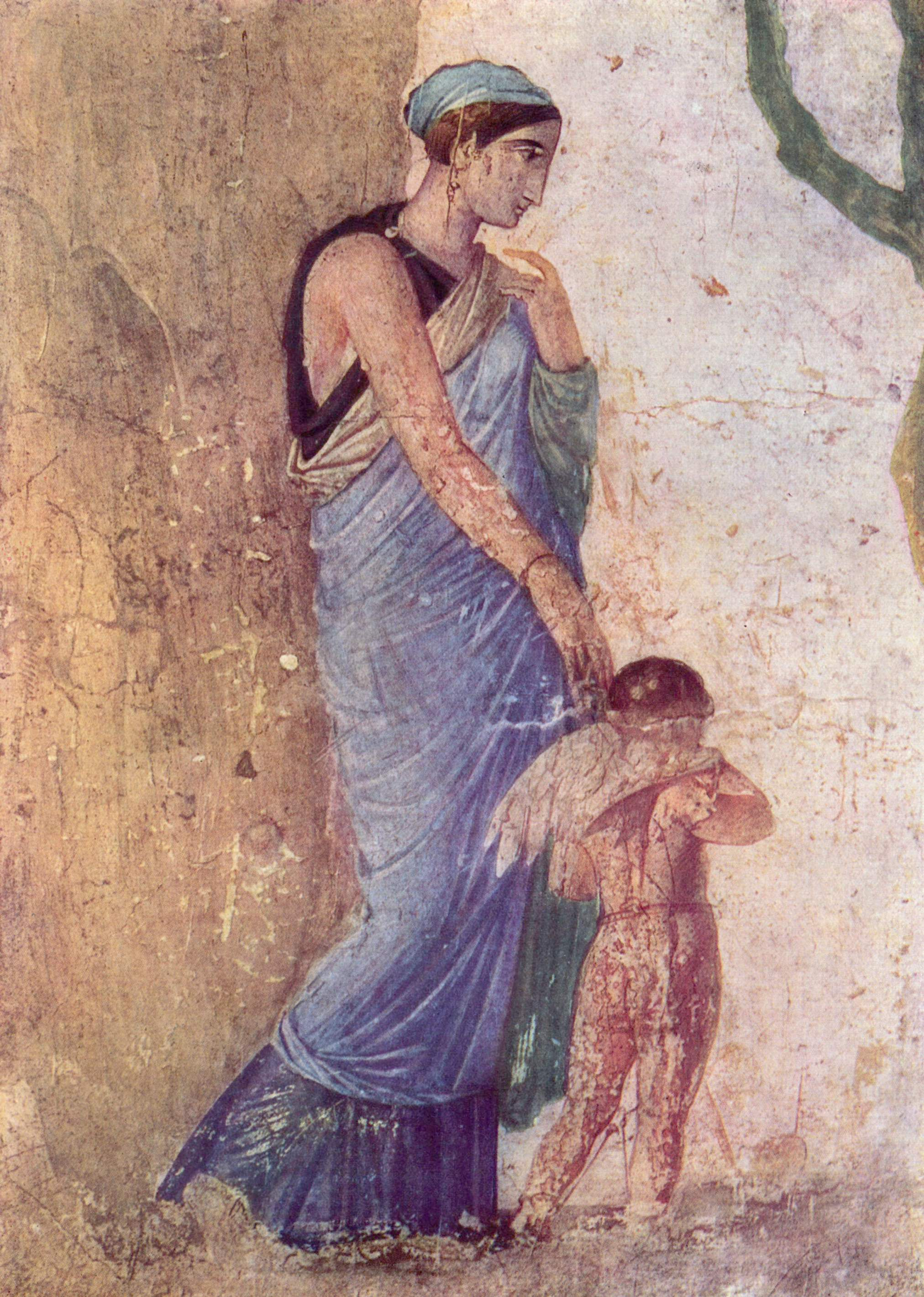
Настенная живопись в Помпеях. Женщина одета в столу голубого цвета, которая на плече скреплена фибулой

Повседневным цветом был белый. Бедные люди, рабы и вольноотпущенники употребляли коричневую или чёрную шерсть. Тёмная тога была одеждой траура и скорби.
Цвета было принято делить на «мужские» и «женские». Наиболее подходящими для женщин считались различные оттенки коричневого, жёлтого, оранжевого и зелёного цветов; напротив, если мужчина одевался в оранжевое или зелёное, это давало основание окружающим заподозрить его в гомосексуальных наклонностях. Во времена империи в моду вошли разнообразные оттенки цветов. Персий считал, что знатный щёголь носит накидку цвета гиацинта, Марциал не считал, что мужчины должны носить только тёмные одежды, серые или коричневые накидки. Ярко-красный, и особенно различные оттенки пурпурного цвета ценились больше всего. Марциал оценивал пурпурную накидку из Тира в 10 тысяч сестерциев. Однако пурпурные одежды были редки. Человек, не занимавший официальной должности, надевая красное или пурпурное, тем самым как бы заявлял о своём тщеславии и непомерных амбициях. Цезарь даже ограничил ношение таких одежд, а при Августе пурпурное облачение мог надевать только сенатор, устраивавший игры; Нерон даже запретил продажу пурпурной ткани из Тира и ткани аметистового цвета. Красный цвет в одежде, кроме того, был цветом удачи и вызова, поэтому такую одежду очень часто носили римские солдаты (тем более, что на красном кровь была менее заметна).

## Обувь
Обувь делилась на сандалии (лат. soleae, sandalia), ботинки (лат. calcei) и сапоги (лат. caligae).
Мужчины носили по большей части башмаки из кожи натурального цвета, женские башмаки мало отличались по форме, были однако разнообразных цветов и из более мягкой кожи. Богатые женщины носили обувь, украшенную жемчугом, золотом и драгоценными камнями. Крепкие калиги, по данным современных экспериментов, могли прослужить для маршей в 500—1000 км, надевание таких сапог занимало около 3–4 минут.

### Виды обуви
| Название                       | Описание |
| ------------------------------ | --- |
| лат. calceamentum, calceamenti | Вид обуви или ботинка, доходивший до колен |
| кальцеи лат. calceus, calcei   | Высокая закрытая обувь, вроде современных ботинок, составлявшая национальный костюм гражданина, который он надевал, отправляясь в город. Calceus носили как мужчины, так и женщины. Важные государственные чиновники из знатных семей носили на башмаке из красной или посеребрённой кожи на самом подъёме полумесяц из слоновой кости, который служил для завязывания Calceus senatorius (calceus mulleus) — башмак сенаторов представлял собой очень высокую обувь, доходившую до половины ноги, из красной мягкой кожи с четырьмя ремешками Calceus muliebris — закрытая обувь, похожая на башмак из тонкой кожи разнообразных цветов (красные, светло-желтые, чаще всего белые), украшенная драгоценными камнями и жемчужинами. Такую обувь часто носили римские матроны. Иногда вместо ремешков использовались шёлковые цветные ленты; Calceolus/Calceolii — обычно женский небольшой ботинок или полуботинок Calcei patricii — башмаки римской знати с закрытым передом и длинным язычком, крепились к ноге четырьмя чёрными ремешками |
| лат. campagus, campagi         | Солдатская обувь, также называвшаяся campagi militares Campagi imperiales — обувь, схожая с солдатской, которую носили императоры поздней империи и византийские императоры |
| лат. carbatina, carbatinae     | По данным археологов, эта обувь была сделана из одного куска кожи. По краям были проделаны петли, которые связывали шнурком подошву и верхнюю часть обуви Gallica, gallicae — неофициальный вид карбатины, который носили с туникой и lacerna, но не с тогой Gallicae Biriles — мужская Gallicae Cursuriae — для бегунов Gallicae Rusticanae — крестьян Pero, peronis — грубая кожаная обувь, использовавшаяся главным образом крестьянами |
| калиги (лат. caliga, caligae)  | Сапоги, которые носились крестьянами, извозчиками и прежде всего солдатами. Калига состояла из толстой подошвы (около 8 мм) с 80-90 острыми железными гвоздями; к подошве пришивался кусок кожи, вырезанный полосами, образуя нечто вроде сетки вокруг пятки и ступни: пальцы оставались открытыми Caligae muliebres |
| лат. cothurnus, cothurni       | Котурны, обувь актёров, игравших в трагедиях; имели очень высокую подошву, что зрительно увеличивало рост и делало поступь величавой |
| лат. crepida, crepidae         | Сандалии, ремни которых покрывали лишь ступню |
| Сандалии лат. sandalia         | Состояли из подошвы, которая закреплялась на ноге мягкими ремешками, при этом большая часть ступни оставалась открытой. Сандалии были разных цветов, подошва разной высоты, в зимнее время также с шерстью. Их носили как домашнюю обувь, ношение сандалий в общественных местах считалось нарушением хорошего тона. Садившиеся за стол снимали сандалии, или им их снимал раб |
| (лат. sculponeae, sculpunarum) | Деревянная обувь, которую носили рабы или бедняки |
| лат. soccus, Socci             | Лёгкая обувь, типа тапочек, которую носили актёры, игравшие в ателланах и фарсах |
| лат. solea, soleae             | Сандалии, ремни которых поднимались выше лодыжки; их носили римские должностные лица Solo alto — сандалии актёров на высокой подошве Urina — женские сандалии из воловьей шкуры, иногда также на двойной подошве Baxa/Baxae — лёгкие сандалии из растительных волокон, листьев и прочего |
| лат. cubtalaris                | Закрывающая ногу обувь, ниже лодыжки |

### Головные уборы
Мужчины в общественных местах по большей части не носили головных уборов. При плохой погоде, а также при жертвоприношениях, тогу приподнимали поверх головы. Крестьяне и путешественники для защиты от дождя и пыли надевали лат. cucullus, своего рода капюшон. Капюшон прикреплялся к плащу paenula или же прямо набрасывался на плечи. Шерстяную шапку вольноотпущенников — лат. pilleus, которую носили также простые люди, в городах можно было увидеть редко, за исключением сатурналий, когда такие шапки надевались как знак социального равенства. В жару многие путешественники и посетители театров носили широкополые шляпы для защиты от солнца.
По традиции замужние женщины должны были узнаваться по наличию головного убора. Это мог быть кончик паллы или покрывало (лат. rica), укреплённое на голове и ниспадавшее складками на затылок и спину. Mitra представляла собой кусок материи, покрывавшей голову в виде чепчика, доходившая лишь до половины головы, она оставляла открытыми спереди грациозно положенные волосы. Римские женщины также носили головные сетки (лат. reticulum).
Если Гай Сульпиций Галл отверг жену, потому что та появилась в общественном месте без головного убора, то во времена империи традиции стали менее строгими. Многие женщины считали достаточным носить в качестве головного убора vitta — шерстяную повязку, скреплявшую волосы (как право и знак матрон).

## Украшения и аксессуары
Несмотря на законы, запрещавшие роскошь (Lex Oppia в 193 году до н. э.), и осуждение моралистами пристрастия женщин к роскоши и расточительству, римские дамы всех слоёв общества охотно носили украшения. Богатые украшения показывали статус женщины (и её мужа) в обществе.
Женщины использовали в качестве украшений диадемы, кольца (лат. anuli), украшенные золотом ленты, вплетавшиеся в волосы (лат. vittae), серьги (лат. inaures) (иногда их вдевали в каждое ухо по нескольку штук), браслеты (лат. armillae), в том числе и надевавшиеся на плечо (лат. spintera), и ожерелья (лат. monilia) с кулонами или без. В литературе упоминаются также браслеты для щиколоток (лат. priscelides) и цепочки на бёдра. Фибулы использовались в качестве застёжек для одежды и служили одновременно украшением.
Основными материалами для изготовления украшений было золото, серебро и электрум; часто украшения изготовлялись также из бронзы и стекла. Использовались в украшениях и драгоценные камни: изумруды, голубые сапфиры, красные гранаты, опалы, очень редко — алмазы (бриллиантов в Древнем Риме не знали, а неогранённые алмазы не очень красивы). Большой популярностью со времён императора Августа стал пользоваться жемчуг (лат. margaritae), который в больших количествах завозился с Востока; жемчужное ожерелье было заветной мечтой каждой более или менее состоятельной женщины. Женщины скромного достатка носили украшения из агата, янтаря, кораллов или гагата, женщины из низшего сословия и рабыни — имитации драгоценных камней (например, изумрудов) или украшения из дешёвого цветного стекла.

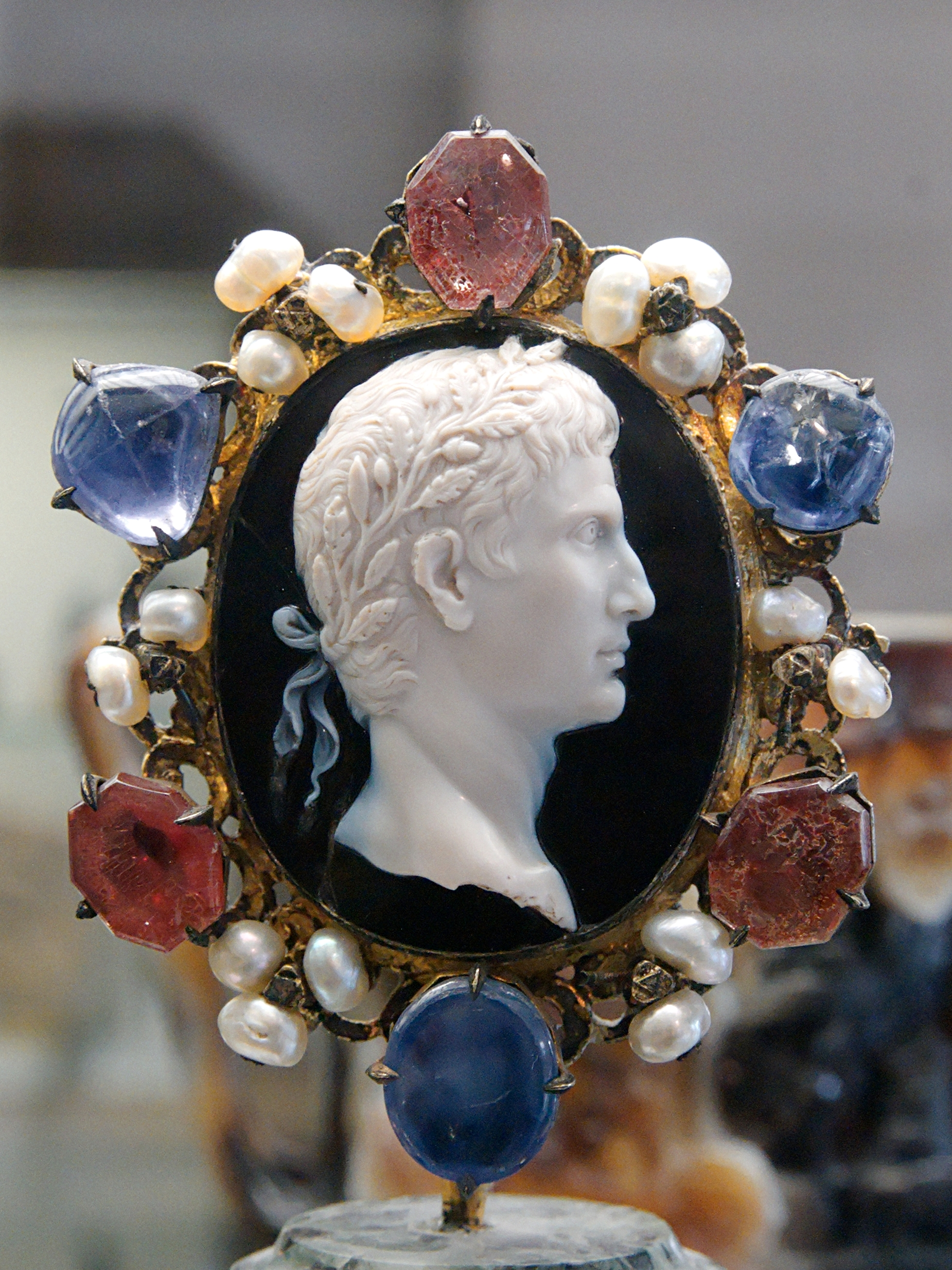
Камея
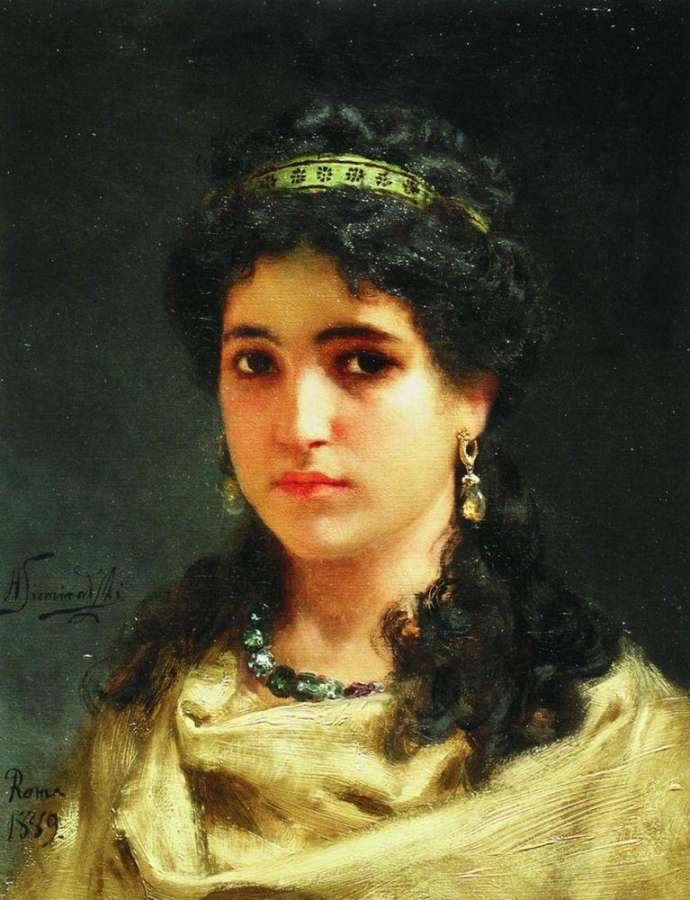
Семирадский, Г. И. Портрет молодой римлянки
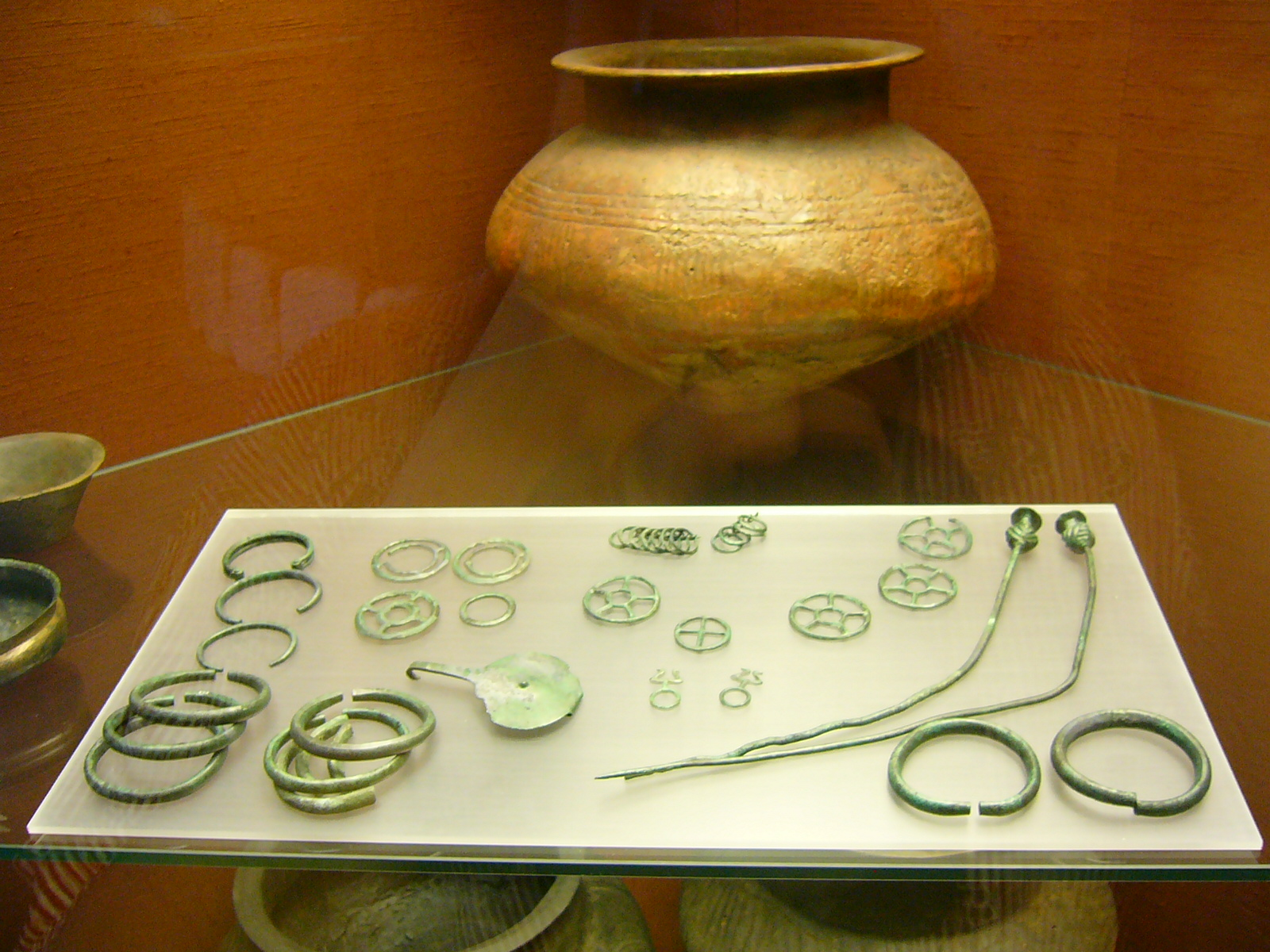
Римские украшения
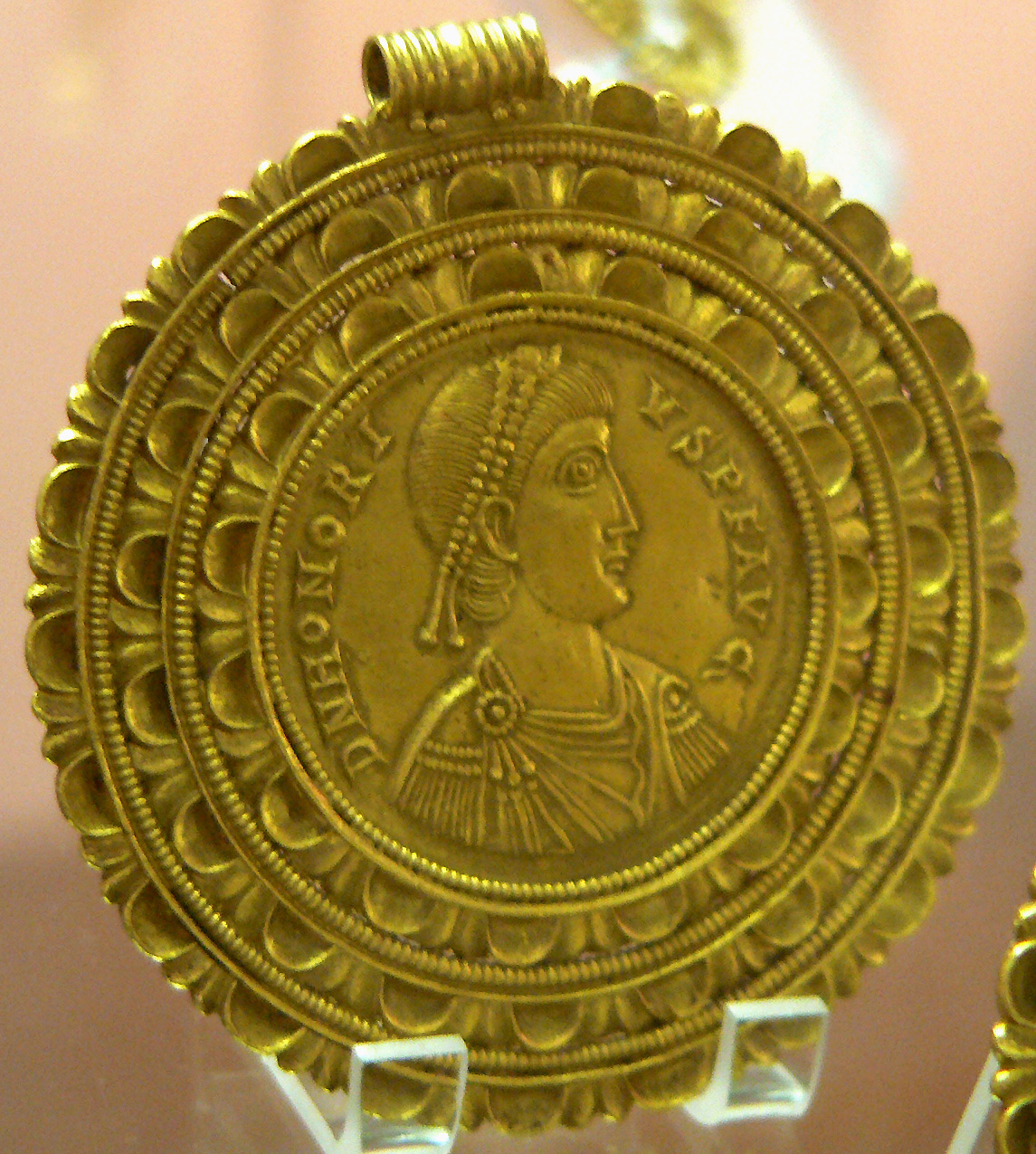
Медальон с изображением императора Гонория
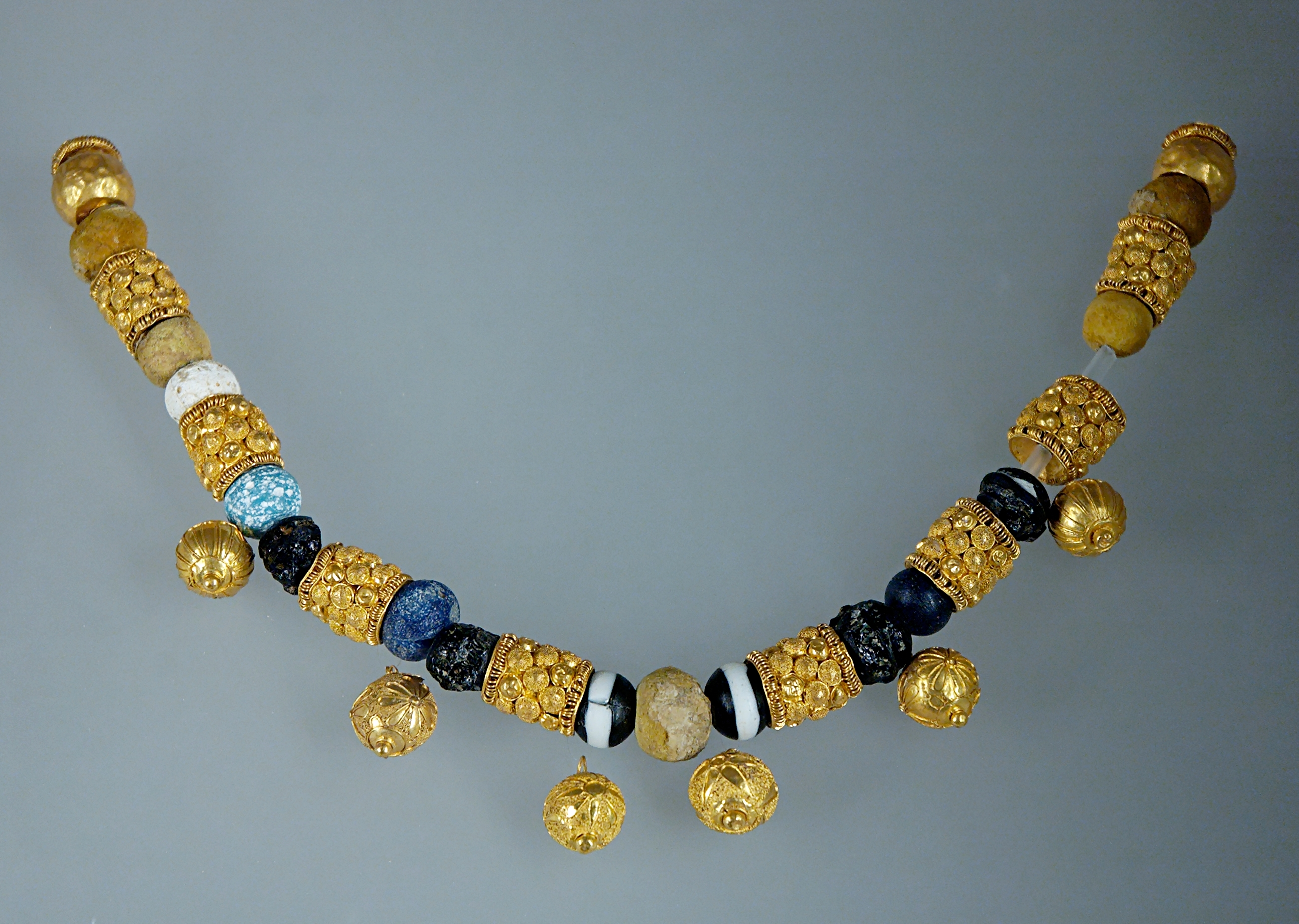
Ожерелье
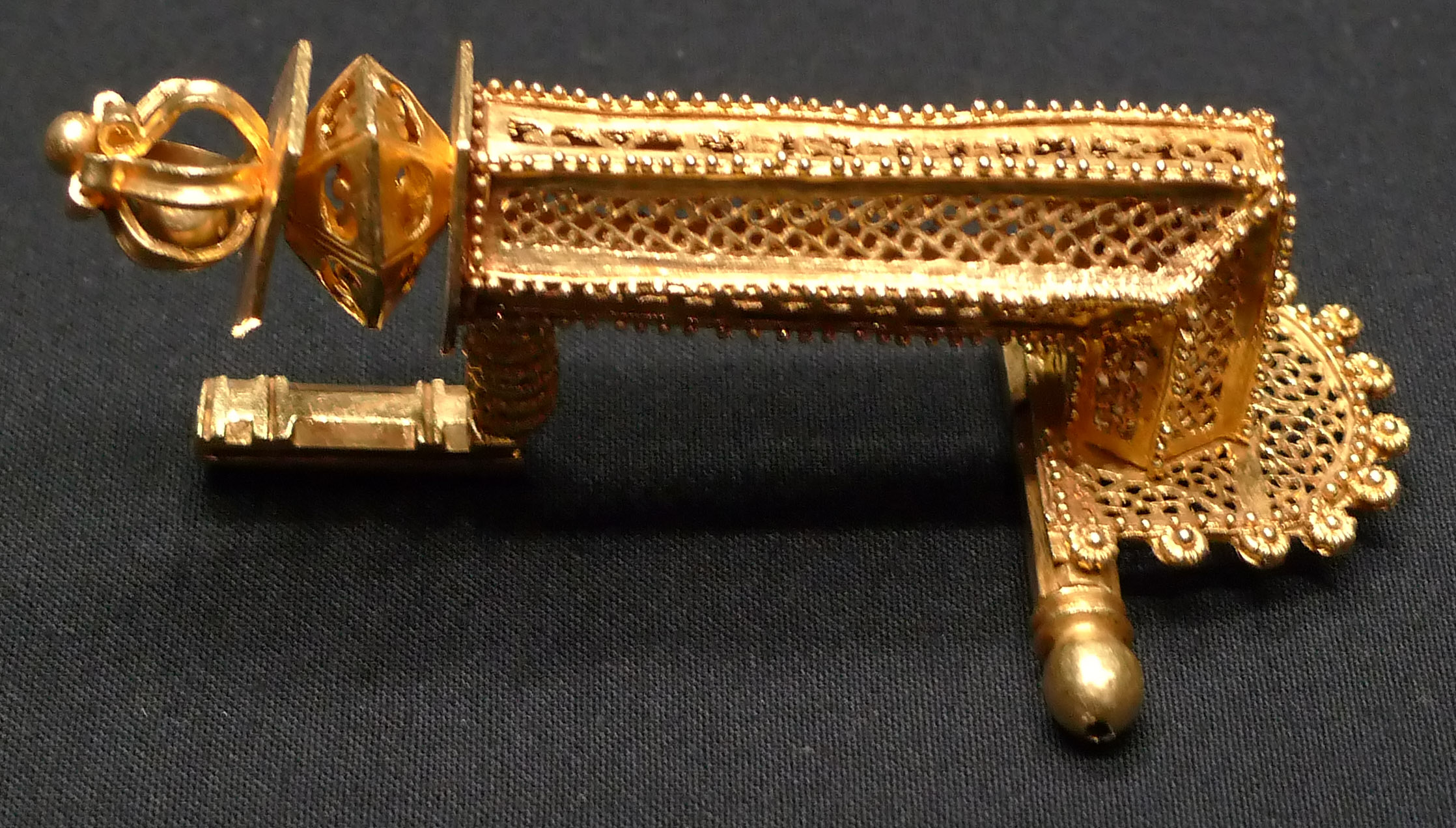
Золотая фибула (брошь) сложной конструкции с латинской надписью VTERE FELIX («используйте [это] с удачей»), конец III века н. э., из захоронения вандала Остропатаки

Единственным украшением мужчин в республиканский период был перстень с печаткой (знак принадлежности к сословию всадников), который чаще всего носили на безымянном пальце левой руки. Во времена Империи мужчины нередко, чтобы показать своё благосостояние, носили одновременно по нескольку колец, украшенных драгоценными камнями; некоторые носили крупные кольца из золота. Лишь немногие мужчины носили золотые браслеты.
Украшения также подчинялись моде и региональным предпочтениям: так в провинциях часто встречались украшения (ожерелья и браслеты) из монет, но не на территории Италии. Популярной формой браслетов и колец была змейка, а для кулонов — полумесяц (лат. lunulae). Камеи или геммы носились в качестве колец или кулонов, они служили в том числе талисманами. На украшениях часто оставлялись пожелания: «Используй (его) счастливо» (лат. utere felix) или «Я тебя люблю, как ты того заслуживаешь» (лат. amo te merito).

### Аксессуары
В Древнем Риме существовали различные виды поясов и повязок:
- «пояс» (лат. subligaculum)
- «перевязь» (лат. cingulum), а у солдат ещё и «портупея», поэтому выражение «положить перевязь» (лат. cingulum deponere) означало «выйти в отставку»
- «повязки» (лат. fasciae), которые женщины носили на груди[51], а также вокруг ног[29]
- «шейные платки» (лат. focalia). Ношение шейных платков пришло из Германии и вошло в обычай в I веке н. э. Так писатели, собиравшие большую аудиторию, повязывали платком горло во избежание простуды и хрипоты[11]
- «передник» (лат. praecinctus)
- «набедренная повязка у борцов» (лат. campestre)
- «перчатки»[52]
- «митра»[53]
- «сумка, кошелек»[54]
- «зонтик от солнца»[55]
- «пояс»[56]